# Бобовник
Бобо́вник, или Лабу́рнум (лат. Labúrnum) — род листопадных деревьев или кустарников семейства Бобовые.

## Ботаническое описание

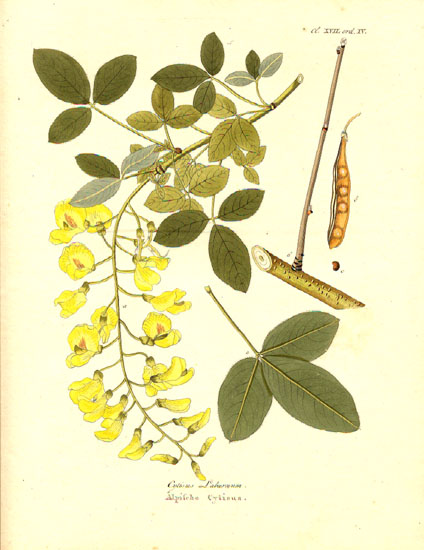
Ботаническая иллюстрация из книги Йохана Карла Краусса Afbeeldingen der fraaiste, meest uitheemsche boomen en heesters. 1802—1808

Почки широко яйцевидные, с двумя — тремя наружными чешуями. Листорасположение очерёдное. Листья тройчатые с черешком и прилистниками, светло-зелёные; листочки почти сидячие.
Цветки жёлтые, мотылькового типа, в конечных, безлистных, повисающих или прямостоячих кистях. Чашечка неправильно-колокольчатая, около 5 мм длиной, неясно двугубая, с двумя зубцами на верхней губе и тремя на нижней. Лепестки 2—3 см длиной, свободные, флаг (парус) несколько длиннее крыльев и лодочки; лодочка голая. Тычинок десять, они сросшиеся. Завязь на ножке, столбик с головчатым рыльцем.
Бобы на длинной ножке линейные, плоские, по швам утолщённые или слегка крылатые, поздно раскрывающиеся, одно- или многосемянные.

## Распространение
Дико растёт в Южной Европе и Малой Азии.

## Значение и использование
Древесина твёрдая, хорошо полирующаяся; используется на мелкие поделки.
Все части растения ядовиты. Медоносы.
Особенно эффектны во время цветения; довольно широко используются для посадки в садах и парках, а нередко в оранжереях для ранней выгонки. Размножают посевом семян весной, отводками, черенками; декоративные формы — прививкой на основные виды.

## Виды
По информации базы данных The Plant List, род включает 4 вида:
- Laburnum alpinum (Mill.) J.Presl — Бобовник альпийский
- Laburnum alschingeri (Vis.) C.Koch
- Laburnum anagyroides Medik. — Бобовник анагировидный, или Бобовник анагиролистный, или Золотой дождь
- Laburnum watereri (G.Kirchn.) Dippel — Бобовник Ватерера [= Laburnum alpinum × Laburnum anagyroides]